# استیون مولام
استیون مولام (انگلیسی: Stephen Mowlam؛ زادهٔ ۲۲ دسامبر ۱۹۷۶) بازیکن هاکی روی چمن اهل استرالیا بود.
وی در مسابقات کشوری و بین‌المللی در مجموع برندهٔ ۳ مدال طلا، ۱ مدال نقره شده‌است.